# Marktcheck
Marktcheck ist ein Wirtschafts- und Verbrauchermagazin des Südwestrundfunks.

## Rahmenbedingungen
Seit dem 14. April 2015 wird die Sendung dienstags von 20:15 bis 21:00 Uhr ausgestrahlt, der Sendeplatz bis zum 9. April 2015 war donnerstags von 21:00 bis 21:45 Uhr; Moderatorin ist Hendrike Brenninkmeyer. Eine Wiederholung ist im Nachtprogramm auf tagesschau24 zu sehen und wurde samstags von ca. 7:45 bis 8:30 Uhr auf EinsPlus gesendet.

## Inhalte
Die Sendung berichtet über aktuelle Fragen zum Verbraucherschutz aus den folgenden Themengebieten: Auto & Verkehr, Geld & Wirtschaft, Gesundheit & Ernährung, Haus & Garten, Haushalt & Einkauf, Multimedia sowie Reise & Freizeit.
Verbraucher, die Probleme mit Unternehmen haben, können sich an die Redaktion wenden, die den Marktcheck-Reporter Axel Sonneborn mit dem Fall beauftragt. Er recherchierte den Fall und versuchte, eine für alle Beteiligten akzeptable Lösung zu finden. Am 23. März 2021 ging er nach 122 Fällen in den Ruhestand. Nachfolger in der Rubrik Marktcheck mischt sich ein war zunächst Kolja Schwarz; mittlerweile tritt hier Sven Marcinkowski in Erscheinung.
Rechtliche Fragestellungen der Zuschauer werden in der Rubrik Marktcheck fragt Möller während der Sendung vom Gerichtsreporter und Journalisten Karl-Dieter Möller beantwortet. In der Rubrik Marktcheck rechnet nach beantwortet Barbara Sternberger-Frey finanzbezogene Fragestellungen, beispielsweise zur Geldanlage. Die Rubrik Marktcheck isst gut wiederum widmet sich der Ernährung und behandelt zum Beispiel saisonale Obst- oder Gemüsesorten. Lothar Zimmermann klärt in Marktcheckt klopft ab über Krankheiten und Gesundheitsvorsorge auf. Auch kommen hier Themen wie z. B. IGeL oder Zusatzversicherungen zur Sprache. Andreas Reinhardt wird in der Rubrik Markcheck blickt durch zu Technik und Multimedia befragt.
In Einspielern treten neben Redakteuren auch Heike Boomgarten als Gartenexpertin sowie Dagmar von Cramm als Ernährungsexpertin auf. In vielen ernährungsbezogenen Einspielern treten auch Köche oder Foodblogger auf, die Rezepte mit bestimmten Komponenten (z. B. Spargel) teilen. Verbraucher, die ihre Wohnung renovieren möchten, können sich an den Marktcheck-Baucoach Waldemar Eider wenden.

## Ähnliche Sendungen
- Markt (WDR) und Markt (NDR)
- MEX. das marktmagazin (hr-Fernsehen)
- Super.Markt (rbb Fernsehen)
- WISO (ZDF)